# Calanthemis viridipennis
Calanthemis viridipennis är en skalbaggsart som först beskrevs av Auguste Lameere 1893.  Calanthemis viridipennis ingår i släktet Calanthemis och familjen långhorningar. Inga underarter finns listade.